# Ravenswood (Wirginia Zachodnia)
Ravenswood – miasto w Stanach Zjednoczonych, w stanie Wirginia Zachodnia, w hrabstwie Jackson.